# Krikor III (ormiański patriarcha Konstantynopola)
Krikor III (ur. ?, zm. ?) – w latach 1764–1773 54. ormiański Patriarcha Konstantynopola.